# Villares de Yeltes (kommunhuvudort)
Villares de Yeltes är en kommunhuvudort i Spanien.   Den ligger i provinsen Provincia de Salamanca och regionen Kastilien och Leon, i den centrala delen av landet, 230 km väster om huvudstaden Madrid. Villares de Yeltes ligger 715 meter över havet och antalet invånare är 162.
Terrängen runt Villares de Yeltes är huvudsakligen platt. Villares de Yeltes ligger nere i en dal. Runt Villares de Yeltes är det glesbefolkat, med 8 invånare per kvadratkilometer. Närmaste större samhälle är Villavieja de Yeltes, 4,7 km väster om Villares de Yeltes. Omgivningarna runt Villares de Yeltes är huvudsakligen savann.